# 中国2010年上海世界博览会泰国馆

小阿泰

中国2010年上海世界博览会泰国馆是2010年上海世博会上代表泰国的展馆，位于世博园区B片区，占地面各为3117平方米。泰国馆的主题为“泰国特色：可持续的生活方式”，吉祥物为小阿泰。
泰国馆的设计展现了泰式风格，通过寺庙大门和莲花装饰突出了泰国是一个佛教国家的特点。。同时，在门前还立有泰国夜叉神和中国南天王两位神灵。泰国馆内有三个展厅，分别是“和谐之旅”、“多样中的和谐”和“和谐带来幸福”。其中，会有360度的水帘屏幕和四维影院等先进科技。